# Hakutsuru
Hakutsuru (白鶴) é um kata cuja origem está ligada ao estilo da garça branca. O criador do kata foi Wu Xian Hui (Go Genki, em japonês). O kata é praticado nos estilos que são derivados do Naha-te, haja vista que seus movimentos circulares, curtos e com respiração controlada.